# 春日原
春日原（かすがばる）は、福岡県春日市にある地名。春日原北町一丁目から五丁目と春日原東町一丁目から四丁目と春日原南町一丁目から四丁目が設置されている。郵便番号は春日原北町が816-0802、春日原東町が816-0801、春日原南町が816-0803。2025年（令和7年）1月末日現在の人口は春日原北町が3,399人、春日原東町が1,604人、春日原南町が2,944人。

## 概要
春日市の東部に位置し、北西側は福岡市博多区、北側から東側は大野城市、南側は春日公園、西側は原町・千歳町と接する。
春日原東町一丁目に西鉄天神大牟田線春日原駅があり、春日原北町は春日原駅前の商業地域である。春日原東町二丁目には西鉄春日原変電所がある。

## 歴史
1889年（明治22年）の町村制施行により那珂郡春日村が成立。1896年（明治29年）4月1日の郡制施行により那珂郡は席田郡・御笠郡とともに筑紫郡となったため筑紫郡春日村となる。1953年（昭和28年）1月1日に春日村は町制施行し春日町となる。1972年（昭和47年）4月1日に春日町は市制施行し春日市となる。

### 町域の変遷
| 町名町界整理実施後         | 実施年月日         | 町名町界整理実施前 |
| -------------------------- | ------------------ | ------------------ |
| 春日原北町一丁目から五丁目 | 1957年（昭和32年） | 大字春日の一部     |
| 春日原東町一丁目から四丁目 | 1957年（昭和32年） | 大字春日の一部     |
| 春日原南町一丁目から四丁目 | 1957年（昭和32年） | 大字春日の一部     |

## 施設
- 春日市立春日原小学校

## 交通

### 道路
- 春日中央通り

### 鉄道
- JR鹿児島本線春日駅
- 西鉄天神大牟田線春日原駅

### バス
- 西鉄バス
- 春日市コミュニティバス「やよい」